# José Martínez Peralto
José Martínez Peralto (Sevilla, 18 augustus 1898 – 28 februari 1974) was een Spaans componist en violist.

## Levensloop
Martínez Peralto leefde met twee zusters in een huis aan de calle Murillo in Sevilla. Hij studeerde privé muziek bij Miguel Mata en maakte als violist deel uit van een kamerorkest, dat opgericht was door Manuel de Falla. Met anderen werd door hem uit leden van dit orkest het strijkkwartet "Cuarteto Peralto" opgericht, dat vooral stomme films in de bioscoop "Sala Lloréns" en bijeenkomsten van gildes en andere gezelschappen muzikaal begeleidde.
Hij was nauw met de broederschappen voor de Goede Week in Sevilla verbonden. De meeste van zijn composities zijn daarom processiemarsen, maar hij heeft ook een uitstekende paso doble geschreven. 

## Composities

### Werken voor banda (harmonieorkest)
- 1940 Esperanza Trianera, processiemars[1]
- 1943 Cristo de la Buena Muerte, processiemars
- 1945 Hiniesta, processiemars[2]
- 1946 Cristo de la Buena Muerte
- 1952 Nuestra Señora de la Hiniesta, treurmars[3]
- 1953 Virgen del Subterráneo, processiemars
- 1953 Madre de la Oliva, processiemars[4]
- 1954 Madre de Dios, processiemars
- 1956 Virgen del Amparo, processiemars
- 1958 Purificación, processiemars
- 1959 Hiniesta Coronada, processiemars
- 1960 Virgen de la Soledad, processiemars
- Monserrat, processiemars
- Serva la Bari, paso doble